# Rex Cole’s Mountaineers
Rex Cole’s Mountaineers war eine US-amerikanische Countryband, die zwischen 1930 und 1934 ihre größten Erfolge verzeichnen konnte. Ein berühmtes Mitglied war der spätere Singing Cowboy Tex Fletcher.

## Karriere
Die Mountaineers wurden von den New Yorkern Arthur Fields (1888–1953) und Fred Hall (1898–1954) gegründet. Fields hatte schon seit 1918 etliche Platten aufgenommen und Hall dirigierte zu dieser Zeit das New York Dance Hall Orchestra. Jedoch waren all diese Aufnahmen keine Country-, sondern Jazz- und Swing- sowie Ragtime- oder Minstrel-Titel. Die ersten Aufnahmen der Mountaineers wurden im Januar 1930 bei Columbia Records gemacht, jedoch unter dem Pseudonym Eddie Younger and his Mountaineers. Im Juni desselben Jahres spielten Fields und Hall mit ihrer Old-Time-Gruppe Titel für die Labels der American Record Corporation (ARC) ein, die als Sam Cole and his Cornhuskers erschienen. Im Laufe der Zeit wurden die meisten Platten unter mehr als ein Dutzend verschiedener Namen wie The Gaunt Brothers, The Colt Brothers und Jim Cole’s Tennessee Mountaineers veröffentlichten.
Im Frühling 1930 wurde Rex Cole, Vertreter des Konzerns General Electric, Sponsor der Mountaineers. Seitdem wurde die Band Rex Cole’s Mountaineers genannt. Sänger der Gruppe war Arthur Fields, die Titel wurden von Fields und Hall selbst geschrieben. Man begann regelmäßig im Programm des Radiosenders WEAF aufzutreten. Im Radio traten Fields und Hall mit ihrer Band als Long Tom & Joe Colt auf, hin und wieder auch als Buck Wilson and his Rangers, um dem aufkommenden Trend der Western & Cowboy Music gerecht zu werden.
In den nächsten zwei Jahren stiegen Rex Cole’s Mountaineers zu einer gefragten und berühmten Gruppe auf, neben den Aufnahmen waren sie wöchentlich auf dem Radiosender WEAF zu hören. 1933 hatte Rex Cole die meisten Bandmitglieder ausgetauscht, unter anderem war jetzt Tex Fletcher Mitglied der Gruppe. Ihre Popularität begann zu sinken, der letzte Radioauftritt der Mountaineers war am 18. März 1934.
Die Mountaineers spielten für die Hillbilly-Musik unübliche Instrumente wie Trompete oder Flöte. Sie gelten als eine der ersten Pseudo-Countrybands, denn alle Mitglieder waren eigentlich keine Country-Musiker oder hatten jemals zuvor etwas mit Country-Musik zu tun. Ihre Kleidung bei Auftritten war fast übertrieben ländlich, und Fields benutzte einen falschen Bart. Mit den Mountaineers verlor die Hillbilly-Musik langsam ihren vorher so ländlichen Charakter und verband sich immer mehr mit verschiedenen anderen Musikrichtungen.
Heute sind die Mountaineers schon fast vergessen, nur noch verschiedene CD-Sampler veröffentlichen Werke der Gruppe.

## Diskografie
Viele Titel wurden unter dem Pseudonym Sam Cole and his Cornhuskers veröffentlicht. Viele dieser Titel wurden bei den Je-Wel Records und Banner Records wiederveröffentlicht.
| Jahr                | Titel                                                                | Anmerkungen                                                                                          |
| ------------------- | -------------------------------------------------------------------- | --- |
| OKeh Records        |                                                                      | |
| 1930                | Waltz of the Hill / In Dear Old Tennessee                            | unter dem Pseudonym Fred Hall and his Sugar Babies                                                   |
| 1930                | Georgia Home / Maw and Paw and Me                                    | unter dem Pseudonym Fred Hall and his Sugar Babies                                                   |
| Regal Records       |                                                                      | |
| 1930                | Down At The Bottom Of The Mountain / In 1992                         | |
| 1930                | In Dear Old Tennessee / Rocky Mountain Sal                           | |
| 1930                | After The Old Barn Dance / On The Old Hayride On The Morning         | |
| 1930                | The Whistle Song / Ma, Pa and Me                                     | |
| Velvet Tone Records |                                                                      | |
| 1930 (?)            | When It’s Springtime In The Rockies / In Dear Old Tennessee          | unter dem Pseudonym Buck Wilson and his Rangers; auch bei Diva Records veröffentlicht (Diva 3129)    |
| Paramount Records   |                                                                      | |
| 1931                | Birmingham Jail No.2 / Eleven More Months and Tend More Days, Part 2 | A-Seite von Frank Luther und Carson Robison; B-Seite unter dem Pseudonym Gunboat Billy & the Sparrow |
| 1931                | I’m Pining For The Pines and Caroline / Rocky Mountain Sal           | unter dem Pseudonym Jim Cole and his Mountaineers                                                    |